# تآثرات البروتين-بروتين

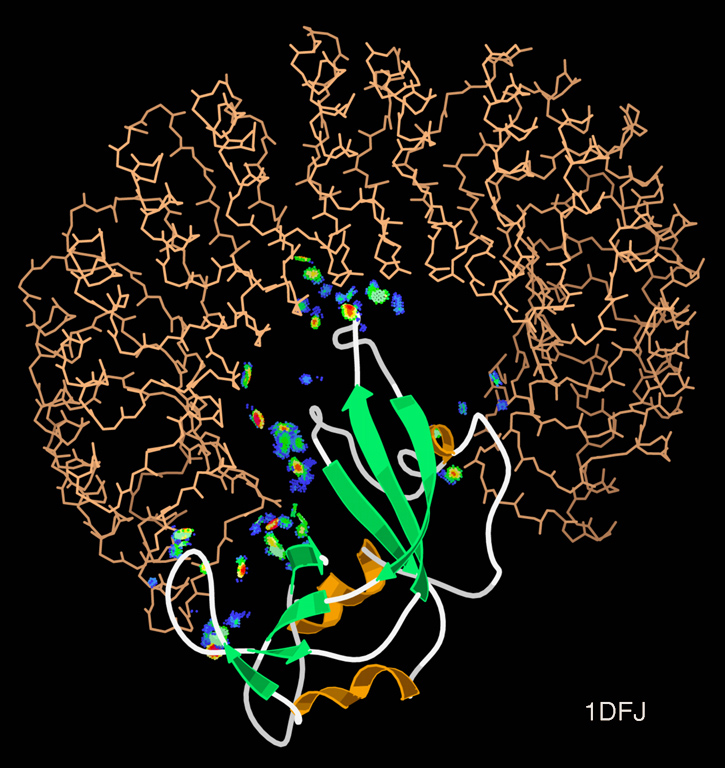

تآثرات البروتين-بروتين تشير إلى ترافق جزيئات بروتينية ودراسة هذه الترافقات من وجهة نظر الكيمياء الحيوية، تنبيغ الإشارة، مخططات الشبكات.
هذه التآثرات بين البروتينات تعتبر مهمة جدا للعديد من الفعاليات البيولوجية فمثلا الإشارات من خارج الخلية إلى داخلها يتم بوساطة تآثرات بروتين-بروتين لجزيئات التأشير. هذه العملية تدعى نقل أو تنبيغ الإشارة، وهي تلعب دورا أساسيا في العديد من العمليات البيولوجية وفي العديد من الآليات الإمراضية مثل السرطان. يمكن للبروتينات أن تتآثر لفترة طويلة لتشكل جزءا من معقد بروتيني.
أو أن بروتين يحمل بروتين آخر (مثلا من السيتوبلاسما إلى النواة) أو بالعكس كما في حالة مخترقي منفذ نووي nuclear pore، أو يمكن لبروتين أن يتآثر مع بروتين آخر لمدة وجيزة فقط ليقوم بتغييره (بروتين كيناز يضيف زمرة فوسفات إلى البروتين الهدف) هذا التغيير بحد ذاته يمكنه ان يغير من تآثرات البروتين-بروتين. مثلا بعض البروتنيات ذات نطاقات SH2 ترتبط فقط بغيرها من البروتينات بعد الفسفرة على الحمض الأميني تيروزين. يمكن أن نقول ان تآثرات البروتين بروتين مهمة وأساسية لكل عملية تتم في الخلايا الحية وفهمنا لهذه العمليات يمكن أن يحسن فهمنا للأمراض كما يمكن أن يزودنا بأساس لمعالجة بعض الأمراض.